# Vera Mendes
Vera Mendes est une municipalité brésilienne située dans l'État du Piauí.